# Ragnhild Eiríksdóttir
Ragnhild Eiríksdóttir (Eriksdotter) (934-984?) fue una princesa de Noruega en el siglo X, hija de Erico I de Noruega y su consorte, Gunnhildr, la única hija fruto de esa unión.
Según la Saga Orkneyinga, era una mujer intrigante, fiel reflejo de su madre, a quien solo le interesaba el poder. Tras la muerte del rey Erico en la batalla de Stainmore, su madre concertó su matrimonio en 954 con el jarl de las Orcadas, Arnfinn Thorfinnsson, durante su estancia en el archipiélago antes de partir hacia Dinamarca con sus hijos varones. Thorfinn murió en extrañas circunstancias asesinado en Caithness en algún momento de 979, y casó de nuevo con Havard, el hermano del jarl Arnfinn, quien posiblemente pudo estar involucrado en la muerte de su hermano siendo cómplice de Ragnhild y esclavo de la lujuria. Havard no tuvo mejor suerte y Ragnhild convenció a Einar Klining, posible sobrino de Havard, para asesinarle con la promesa de casarse con él y convertirlo en jarl. Havard murió en Stenness pero no se conoce la fecha aproximada. Antes de cumplir con su promesa de matrimonio a Einar, hizo exactamente lo mismo con otro sobrino del jarl también llamado Einar y apodado «Recias Mandíbulas», que acabó con la vida de Einar Klining. No se sabe que pasó con el segundo Einar, ya que Ragnhild tomó al hermano menor de los jarls Ljot como tercer marido. Tras la muerte de Ljot en la batalla de Skidmoor en Caithness, no se vuelve a mencionar a Ragnhild en las crónicas y sagas contemporáneas. Ambos Einar eran nietos de Thorfinn Hausakljúfr.